# Jari Ilola
Jari Ilola, född 24 november 1978 i Uleåborg, är en finländsk före detta fotbollsspelare som spelade som mittfältare.

## Karriär
Ilola startade sin karriär i RoPS Rovaniemi men bytte snart klubb till HJK Helsingfors där han etablerade sig. Med HJK vann han Finska cupen 1996, Tipsligan 1997 och Finska cupen igen 1998. År 1998 nådde HJK Helsingfors Champions Leagues gruppspel och där gjorde Ilola ett mål. 
Ilola gick sedan på transfer till IF Elfsborg i Allsvenskan och var där med om att vinna Allsvenskan 2006.

## Meriter
- Mästare, Allsvenskan, 2006
- Mästare, Finska Cupen, 1996, 1998
- Mästare, Veikkausliiga, 1997
- A-landslagsspelare
- U21- och ungdomslandslagsspelare